# Leonel Montano
Leonel Montano (* 2. Oktober 1999) ist ein dänischer Fußballspieler. Er steht bei Esbjerg fB unter Vertrag.

## Karriere
Leonel Montano entstammt der Jugend von B.93 Kopenhagen. Am 1. Juni 2017 debütierte er im Alter von 18 Jahren in der ersten Mannschaft des Drittligisten, als er beim 0:3 im Achtelfinale des dänischen Pokals gegen den Stadtkonkurrenten FC Kopenhagen in der 79. Minute eingewechselt wurde. In dieser Saison kam Montano hauptsächlich in der A-Jugend, für die er noch spielberechtigt war und wo er als zentraler Mittelfeldspieler Stammspieler war. In der darauffolgenden Saison hatte er sporadisch für die erste Mannschaft gespielt, zum Stammspieler wurde er in der Saison 2018/19, als er zu insgesamt 26 Partien in der Hauptrunde sowie in der Aufstiegsrunde kam. Dabei wurde Leonel Montano hauptsächlich entweder als offensiver oder als zentraler Mittelfeldspieler eingesetzt und schoss in der Hauptrunde sowie in der Aufstiegsrunde jeweils fünf Tore. Wettbewerbsübergreifend (Haupt- und Aufstiegsrunde) folgten noch insgesamt fünf Torvorlagen. Auch in der Hinrunde der Saison 2019/20 hatte Montano noch häufig gespielt, wobei er in acht Partien nicht im Kader stand. Im Januar 2020 folgte ein Wechsel zum Zweitligisten und Erstligaabsteiger Vejle BK, wo er im Juni 2019 einen Vertrag bis 2023 unterschrieb. In seiner ersten Halbserie in Vejle war Leonel Montano Ergänzungsspieler und lief in lediglich acht von 15 Partien auf, wobei ihm eine Vorlage und drei selbst erzielte Tore gelangen. Zum Ende stand der direkte Wiederaufstieg in die Superligæn. Die sportliche Situation änderte sich auch nicht in der neuen Saison, woraufhin Montano verliehen wurde. Sein neuer Verein war Zweitligist und Lokalrivale FC Fredericia. Dort Leonel Montano gesetzt, dabei spielt er entweder als rechter Mittelfeldspieler oder als Mittelstürmer. Nach Ende der Leihe im Sommer 2021 wechselte Montano zu Esbjerg fB.